# Leopold II. (Österreich)

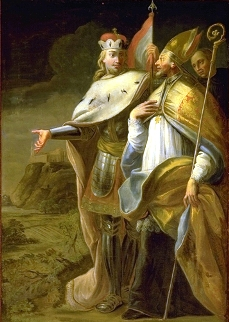
Markgraf Leopold II. (links), Deckenfresko im Stift Melk

Leopold II., der Schöne, auch Liutpold (* 1050; † 12. Oktober 1095 vermutlich in Gars am Kamp) war von 1075 bis 1095 Markgraf von Österreich und im Investiturstreit ein Anhänger der Gregorianischen Reformen, Unterstützer der gegen Kaiser Heinrich IV. († 1106) auftretenden Gegenkönige und Protektor von Bischof Altmann von Passau, der wesentlich zur Reform der Klöster und Kirchenorganisation in der Markgrafschaft Österreich beitrug.

## Herkunft
Leopold II. stammte aus der Dynastie der Babenberger, die seit 976 die östliche Mark Bayerns als Markgrafen regierten, die von den älteren Luitpoldingern (Herzöge von Bayern zwischen 908 und 989) abstammten. Er wurde als ältester Sohn des Markgrafen Ernst des Tapferen von Österreich und der Adelheid aus dem Haus der Wettiner (* um 1040, † 1071), einer Tochter von Dedo II.  Markgraf der Lausitz und von Thüringen († 1075), geboren.

## Leben
Leopold II. folgte 1075 auf seinen Vater Ernst als Markgraf von Österreich – im selben Jahr, in dem nach der Fastensynode im Investiturstreit ein offener Konflikt zwischen König Heinrich IV.  der ab 1053 Mitkönig, ab 1056 römisch-deutscher König und von 1084 bis zu seiner Abdankung am 31. Dezember 1105 Kaiser. († 1106) und Papst Gregor VII. (Hildebrand von Soana) der von 1073 bis 1085 regierte, ausbrach, der sich wesentlich auf das Leben und auf die Regierung von Markgraf Leopold II. auswirken sollte.

### Beziehungen zu König Heinrich IV.
Leopold II. stand anfangs in bestem Einvernehmen mit König Heinrich IV. aus dem Haus der Salier, der ihm 1076 eine bedeutende Schenkung zukommen ließ, jedoch im selben Jahr von Papst Gregor VII. abgesetzt und exkommuniziert wurde. Selbst nach dem Gang nach Canossa von König Heinrich IV. im Jänner 1077 hat sich Leopold II. noch 1077 an dessen Hof aufgehalten.
Bald darauf kam es jedoch zu einem Zerwürfnis, da Markgraf Leopold II. zu den Förderern der kirchlichen Reformbewegung zählte und in enger Verbindung zu Bischof Altmann von Passau (1065–1091) stand, dem entschiedensten päpstlichen Parteigänger unter den deutschen Bischöfen. Der Streit blieb jedoch nicht auf bilaterale Fragen beschränkt, sondern hatte politische Konsequenzen, da nach der Aufhebung des Bannes viele deutsche Fürsten die Absetzung des Königs und die Wahl eines Nachfolgers betrieben, die bereits auf einer Tagung oppositioneller Fürsten zu Forchheim erfolgte, wo Rudolf von Rheinfelden am 15. März 1077 zum König erhoben wurde. Leopolds Beziehung zu König Heinrich hatte sich spätestens 1078 weiter verschlechtert, als der vom König aus seiner Bischofsstadt vertriebene Altmann von Passau in der Markgrafschaft Österreich, die zu seiner Diözese gehörte und wo das Bistum über ausgedehnte Besitzungen verfügte, Aufnahme und Unterstützung fand.
In der Folge dürfte sich Leopold von König Heinrich losgesagt haben, da dieser 1079 mit einem Heer in die Markgrafschaft Österreich einfiel und Leopold II. zur Unterwerfung zwang. Nachdem Gegenkönig Rudolf von Rheinfelden 1080 im Kampf gegen König Heinrich IV. gefallen war, kam es 1081 zur neuerlichen Wahl eines Gegenkönigs, Hermann Graf von Salm. Markgraf Leopold stellte sich auf dessen Seite und nahm diese Wahl zum Anlass, sich im Sommer 1081 auf einer Versammlung in der Stadt Tulln in Anwesenheit der Großen seines Landes öffentlich von König Heinrich loszusagen, dessen Anhänger aus der Mark zu vertreiben und zugleich den Anhängern des Papstes und seines Legaten (Bischof Altmann) bewaffnete Verteidigung zuzusagen. Leopold II. ließ es jedoch nicht bei Worten bewenden, sondern zog gemeinsam mit dem Gegenkönig Hermann von Salm nach Augsburg.
Diese zweite Absage an Heinrich IV. blieb nicht ohne Folgen, denn der sich zu dieser Zeit in Italien aufhaltende König setzte Markgraf Leopold kurzerhand ab und belehnte seinen treuen Parteigänger Vratislav II., den Herzog von Böhmen, mit der Markgrafschaft Österreich. Als Vratislav versuchte, sich an der Spitze eines Heeres in den Besitz der Mark zu setzen, stellte sich ihm Markgraf Leopold entgegen, worauf es am 12. Mai 1082 zur Schlacht bei Mailberg kam, in der die Österreicher eine vernichtende Niederlage erlitten, aus der neben Markgraf Leopold nur wenige Große und Ritter lebend entkamen. Es folgte eine Verwüstung des Landes im Norden der Mark durch die böhmischen Soldaten und anschließend eine Hungersnot, wobei auch ein Landstreifen nördlich der Thaya verloren ging, womit auf lange Zeit die Grenze zu Mähren festgelegt war.
Trotz der erfolgten Absetzung und der militärischen Niederlage gelang es Markgraf Leopold II., sich in seiner Markgrafschaft zu halten. Er verzichtete jedoch nach diesem Rückschlag darauf, sich an Aktivitäten gegen Heinrich IV. zu beteiligen.
Die Beziehungen zu Herzog Vratislav II. normalisierten sich, denn dieser erhielt letztlich weder Österreich noch die ihm von Heinrich IV. versprochene Mark Meißen, wurde jedoch dafür entschädigt, indem er im Jahre 1086 für seine Person zum König von Böhmen erhoben wurde. Das Verhältnis zu Böhmen wurde im Jahre 1100 durch die Ehe von Gerberga von Österreich – einer Tochter Leopold II. – mit Bořivoj II. von Böhmen († 1124) – einem Sohn von König Vratislav II. – konsolidiert.

### Einfluss des Bischofs Altmann von Passau
Leopolds Freundschaft zu Bischof Altmann von Passau hatte großen Einfluss auf das österreichische Kirchenwesen, da dieser sehr aktiv bemüht war, die wichtigsten Anliegen der gregorianischen Reformbewegung – d. h., primär den Kampf gegen das Eigenkirchenwesen und gegen die Priesterehe – in der Praxis umzusetzen. So reformierte er das schon seit 777 bestehende passauische Eigenkloster Kremsmünster im Sinne der Junggörzer Richtung, die – anders als das französische Reformkloster Cluny – nicht auf der Abschaffung des Eigenkirchenrechtes bestand, sondern sich auf die Zurückdrängung des Einflusses der Laien beschränkte.
Bischof Altmann, der die Augustiner-Chorherren sehr schätzte und in Passau  um 1067 das Augustinerchorherrenstift St. Nikola gegründet hatte, stiftete in den Jahren 1070 bis 1083 im Osten seiner Diözese im heutigen Niederösterreich  nahe Krems an der Donau, das Chorherrenstift Göttweig als Stützpunkt der Kirchenreform und als sichere Zufluchtsstätte in den politischen Wirren des Investiturstreites. In ganz ähnlichem Sinn wurde im Jahre 1089 auch das Benediktinerkloster Melk reformiert. Nach Altmanns Tod kam es in diesen Klöstern zu Krisen, wobei seine Lieblingsstiftung Göttweig 1094 die von Bischof Altmann eingeführte Regel der „Vita canonica“ verließ und sich dem Benediktinerorden und der Hirsauer Reform anschloss.
Darüber hinaus reformierte er die passauischen Eigenklöster St. Florian, und St. Pölten, die mit Säkularkanonikern besetzt waren, die noch mit Privateigentum und in unvollkommener Gemeinschaft lebten, die daher von Bischof Altmann zu Regularkanonikern machte. Auch Melk wurde reformiert, zahlreiche Eigenkirchen wurden von ihm abgelöst und Kirchen aus Stein erbaut. Dabei dürften auch einige Kirchengüter an Markgraf Leopold II. als Dank für seine Unterstützung gelangt sein, denn sein Sohn, der später heiliggesprochene  Markgraf Leopold III., gab sie später wieder an die rechtmäßigen Besitzer zurück.
Der Einfluss von Bischof Altmann auf Leopold II. war zeitweise so hoch, dass man ihn als „Lenker“ des Markgrafen bezeichnete.

### Spätere Jahre
In Leopolds Markgrafschaft gab es zahlreiche Gebiete, die außerhalb seiner Kontrolle waren, da sie direkt dem König oder auswärtigen Bistümern, Hochstiften, Klöstern oder bayrischen Hochadelsgeschlechtern unterstanden. Dazu zählte auch die wichtigste Ansiedlung, Tulln an der Donau, die seit der Zeit der Karolinger Königsgut war und bereits im 11. Jahrhundert als „civitas“ genannt wird, was jedoch nicht als Stadt im heutigen Sinn zu verstehen ist. Als königlicher Amtsträger konnte Leopold solche königlichen Plätze zwar benutzen, wie etwa bei der erwähnten Versammlung im Jahre 1081, sie waren aber nicht als ständige Residenz geeignet.
Die Residenz von Markgraf Leopold II. lag auch nicht in Wien, der späteren Hauptstadt Österreichs, da das Gebiet von Wien damals noch im Besitz der Grafen von Formbach stand und erst eine Generation später von seinem Sohn Leopold III. erworben werden konnte. Leopold II. residierte wie seine Vorfahren in der Burg von Melk an der Donau, ein Ort, der bereits 831 urkundlich aufscheint und im Nibelungenlied als „Medelike“ erwähnt wird. Die zentral in der Wachau an der Donau gelegene Burg wurde von Markgraf Leopold I. durch Vertreibung des bisherigen Besitzers, des Grafen Sizzo (Sieghard IV.) aus dem Haus der Sieghardinger „erworben“. Leopold II. verlegte seine Residenz jedoch später im Zuge des Ausbaus seiner Herrschaft auf die Burg von Gars am Kamp, die zur Sicherung der Grenze gegen Böhmen von strategischer Bedeutung war. Der Zeitpunkt dieser Übersiedlung ist nicht bekannt, lässt sich aber ungefähr durch den Umstand bestimmen, dass Markgraf Leopold II. die Burg Melk im Jahre 1089 an den Benediktinerorden übergab.
Leopold II starb am 12. Oktober 1095 vermutlich in seiner Residenz, der Burg Gars am Kamp. Wo Leopold begraben wurde, ist umstritten. Eine Handschriftliche Notiz aus dem 12. Jahrhundert über die Einweihung der Burgkapelle, die dem Heiligen Pankratius geweiht war, erwähnt zwar einen Schrein, in dem Reliquien des Markgrafen Leopold aufbewahrt werden es ist aber dabei nicht klar, ob es sich dabei um den Sarg, die Gebeine oder sonstige Heiligtümer aus dem Besitz des Markgrafen handelt. Alternativ wäre an das neu gegründete Stift Melk in der alten Residenz seiner Familie zu denken, da Klöster als Begräbnisstätten vornehmer Familien naheliegender waren als Burgen. Allerdings konnte bei einer Untersuchung der Gebeine in Melk im Jahre 1968 kein Hinweis darauf gefunden werden, dass auch Leopold II. dort begraben ist.

## Wertung
Unter Leopold II. ist die Markgrafschaft Österreich immer mehr in das Reich hinein gewachsen. Dies durch den Investiturstreit, in den Leopold involviert war, der eine Stufe auf dem Weg zur Ausbildung des „Landes“ Österreich und zur Hoheit über dieses Land war, aber auch durch die von ihm geknüpften Beziehungen, vorwiegend verwandtschaftlicher Art, mit geistlichen und weltlichen Großen, wie mit den sächsischen Verwandten seiner Mutter, den gregorianisch gesinnten bayerischen Hochadelsgeschlechtern, wie etwa den Formbach-Ratelnbergern und den Traungauern, die in der Mark über erheblichen Grundbesitz verfügten, aber auch mit den Welfen, und mit den Grafen von Dießen-Wolfratshausen. Diese Beziehungen wurden durch die Heiratspolitik bei der Vermählung seiner Kinder weiter verstärkt.
Leopolds Zeitgenosse Berthold von St. Blasien bezeichnete ihn als „Liudolfus ditissimus marchio de Orientali Regno in causa sancti Petri fidelissimus contra scismaticos“ (etwa: Liudolf, sehr reicher Markgraf des östlichen Herrschaftsbereiches, der treueste in der Sache des heiligen Petrus gegen die  Schismatiker) Leopold bahnte somit den Weg, auf dem sein Sohn Markgraf Leopold III. weiter voranschreiten konnte.

## Ehe und Nachkommen
Leopold II. war mit Ida verheiratet, deren Herkunft nicht gesichert ist, die aber vermutlich aus dem Haus der – papsttreuen – Grafen von Formbach (Landkreis Passau) stammt. Vor ihrer Ehe mit Leopold II. war sie vermutlich mit Haderich von Schwarzenburg aus dem oberpfälzischen Geschlecht der Schwarzenburger verheiratet. Im Jahre 1101 schloss sie sich den Herzögen Welf IV. von Bayern († 1101) und Wilhelm IX. (Aquitanien) Wilhelm IX. von Aquitanien († 1126) an und nahm als eine der ersten namentlich bekannten Kreuzfahrerinnen zusammen mit Erzbischof Thiemo von Salzburg – der gleichfalls aus dem Geschlecht der Grafen von Formbach stammt – am Kreuzzug von 1101 teil, auf dem sie verstarb.
Kinder:
- Adelheid († 14. Juni, nach 1120) ⚭ um 1120 Dietrich II. Graf von Formbach († 1145)
- Elisabeth († 10. Oktober 1107), ⚭ Markgraf Ottokar II. von Steiermark († 1122)
- Gerberga († 13. Juli 1142), ⚭ Herzog Bořivoj II. von Böhmen
- Leopold III. „der Heilige“, Markgraf von Österreich (1095–1136) († 15. November 1136),
- Ida ⚭ Lutold von Znaim Fürst von Mähren, Sohn von Herzog Konrad I. von Böhmen
- Euphemia († 16. Mai, ?) ⚭ Konrad I. Graf von Peilstein († 1168)
- Sophie († 2. Mai 1154) ⚭ I. Heinrich III.  von Eppenstein, Herzog von Kärnten  († 1122), ⚭ II. um 1123 Sieghard X. Graf von Burghausen und Schala (Tengling) († 19. April 1142)[19]